# Айленбург
Айленбург (нім. Eilenburg, в.-луж. Jiłow) — місто в Німеччині, розташоване в землі Саксонія. Входить до складу району Північна Саксонія.
Площа — 46,84 км2. Населення становить 15 662 ос. (станом на 31 грудня 2020).